# Karya Basuki
Karya Basuki is een bestuurslaag in het regentschap Lampung Timur van de provincie Lampung, Indonesië. Karya Basuki telt 2190 inwoners (volkstelling 2010).